# Exothea paniculata
Exothea paniculata är en kinesträdsväxtart som först beskrevs av Antoine Laurent de Jussieu, och fick sitt nu gällande namn av Wilhelm Gerhard Walpers. Exothea paniculata ingår i släktet Exothea och familjen kinesträdsväxter. Inga underarter finns listade i Catalogue of Life.